# Шак, Адольф Фридрих фон
Адольф Фридрих фон Шак (нем. Adolf Friedrich von Schack; 2 августа 1815, Брюзевиц — 14 апреля 1894, Рим) — граф, немецкий поэт, писатель и историк литературы и искусства, меценат, основатель галереи Шака.

## Жизнь и творчество
Адольф Фридрих фон Шак происходил из нижнесаксонской дворянской семьи. Он родился в семье юриста, посланника Мекленбургского бундестага Адама Реймара Кристофа фон Шака (1780—1852) и его жены Вильгельмины, урождённой Коссель (1792—1869). Дом, в котором он родился, в Шельфштадтской части Шверина сохранился до наших дней.
В 1834—1838 годах Адольф Фридрих фон Шак изучал право в университетах Бонна, Гейдельберга и Берлина. Затем он поступил на прусскую государственную службу и был назначен в Берлинскую торговую палату. Однако вскоре ушёл в отставку.
Шак посвятил своё время путешествиям — посетил Италию, Египет и Испанию. Вернувшись в Германию, поступил на службу к великому герцогу Ольденбургскому, назначившему фон Шака в 1849 году своим посланником в Берлине. В 1852 Шак ушёл и с этой службы, уехал в своё поместье в Мекленбурге, а затем в Испанию, где изучал историю реконкисты.
В 1845 году Шак построил виллу в стиле позднего классицизма в городке Цюлов, что рядом со Штралендорфом. В 1855 году переехал в Мюнхен. В 1856 избран почётным членом Баварской академии наук. В Мюнхене Фридрих фон Шак собрал картинную галерею из произведений живописи XIX века, получившую известность под названием «галерея Шака». Коллекционер завещал её прусскому императору Вильгельму II, но с условием, что галерея останется в Мюнхене.
В 1881 году фон Шаку было присвоено звание почётного гражданина Мюнхена.
Исследование Фридриха фон Шака «Поэзия и искусство арабов в Испании и Сицилии» (Poesie und Kunst der Araber in Spanien und Sicilien, 1865) считается важным вкладом в историю искусства и литературы. В 1886 году большая часть его работ была опубликована в шеститомном собрании сочинений (Gesammelte Werken). Год спустя фон Шак опубликовал автобиографию «Полстолетия, воспоминания и заметки» (Ein halbes Jahrhundert, Erinnerungen and Aufzeichnungen).
Шак нашел своё последнее пристанище в семейном мавзолее, построенном в 1853 году в неоготическом стиле на кладбище в Штралендорфе (Stralendorf) недалеко от Шверина.

## Сочинения

### Проза и поэзия
- Стихотворения (Gedichte) (1867).
- Сквозь непогоду (Durch alle Wetter) (1870)
- Пизанец (Die Pisaner) (1872)
- Императорский посол (Der Kaiserbote)
- Канкан (Cancan) (1873).
- Равноправный (Ebenbürtig) (1876).
- Хелидор (Helidor) (1878).
- Листья лотоса, новые стихотворения (Lotosblätter, Neue Gedichte) (1883)
- Вальпурга и иоаннит (Walpurga und der Johanniter) (1887)

### История искусства и литературы
- История драматической литературы и искусства в Испании (Geschichte der dramatischen Literatur und Kunst in Spanien) (3 тома, 1845—1846)
- Поэзия и искусство арабов в Испании и на Сицилии (Poesie and Kunst der Araber in Spanien und Sicilien) (1865)

### Переводы
- Испанский театр (Spanisches Theater) (1845)
- Героические предания Фирдоуси (Heldensagen des Firdusi) (1851)
- Голоса с Ганга (Stimmen vom Ganges) (1857).

### Прочее
- Моё собрание живописи (Meine Gemäldesammlung) (1894).
- Собрание сочинений (Gesammelte Werke) (6 томов, 1883)
- Неопубликованные при жизни ститхотворения (1896, изд. Г.Винклер)